# 江里佐代子
江里 佐代子（えり さよこ、1945年7月19日 - 2007年10月3日）は日本の截金師。2002年に諸工芸の截金の分野で3人目の重要無形文化財保持者（人間国宝）に認定される。夫は仏師の江里康慧、長女は截金師の左座朋子、長男は芸術家の江里尚樹。

## 略歴
京都市で京繍の老舗に生まれ、京都市立日吉ヶ丘高等学校美術課程で日本画を、成安女子短期大学意匠科で染色を学ぶ。1971年に江里康慧と結婚して以降截金の技術を学び始め、1978年から截金師北村起祥の弟子となって截金の技法を習得する。
本来仏像の荘厳技法であった截金を飾筥（かざりばこ）、棗（なつめ）、香盒（こうごう）、結界（けっかい）、屏風（びょうぶ）、衝立（ついたて）、額装、壁面装飾へと応用しその可能性を広める。また日本伝統工芸展において日本工芸会総裁賞、日本経済新聞社賞や高松宮記念賞、京都工芸美術展では市長賞など受賞を重ね、夫の江里康慧との二人展「仏像と截金」なども開催し、截金の認知度を高めた。また京都造形芸術大学と龍谷大学で客員教授を、東京芸術大学大学院で非常勤講師を務めるなど截金の普及にも力を注いだ。
2002年7月8日に全国最年少で重要無形文化財保持者に認定され、翌年には江里康慧とともに京都府文化功労賞を受賞。建築や寺院の壁面、空間装飾の仕事も多く、京都迎賓館では晩餐室「藤の間」の舞台扉「響流光韻（こおるこういん）」に截金を施すなど多彩な活躍が続いていた。
後継者の育成や更なる作品の製作の道半ば、 ロンドンの大英博物館で開催中の作品展「現代日本のわざの美」で実演と講演をした後、調査のため向かったフランスのアミアンで、脳出血のため62歳で死去した。

## 年譜
- 1945年 刺繍工芸を営む家に生まれる
- 1964年 京都市立日吉ヶ丘高等学校美術課程日本画科卒業
- 1966年 成安女子短期大学意匠科染料コース卒業
- 1971年 仏師・江里康慧と結婚
- 1972年 長女朋子を出産。
- 1975年 長男尚樹を出産。
- 1978年 北村起祥に師事し截金の技法を学ぶ
- 1981年 アメリカサンタフェにて截金展
- 1982年 第35回京都府美術工芸展にて「截金彩色屏風　萬象放輝」が大賞を受賞 / 東京銀座和光ホールにて第1回「江里佐代子截金展」を開催
- 1983年 第30回日本伝統工芸展に初出品
- 1984年 第2回「江里佐代子截金展」を開催
- 1985年 第13回日本工芸会近畿支部展にて「截金飾筥　蝶夢幻想」が日本工芸会賞を受賞
- 1986年 第38回京都府美術工芸展にて「截金衝立　コスミックウェーブ」が市長賞を受賞 / 京都工芸美術作家協会展にて「衝立　夜間飛行」が奨励賞受賞 / 日本工芸会正会員認定
- 1987年 第3回「江里佐代子截金展」を開催
- 1988年 第40回京都府美術工芸展にて「三枚折屏風　響」が毎日放送賞を受賞
- 1989年 第41回京都府美術工芸展にて「二枚折屏風　夢は大空の彼方」が産経新聞社賞を受賞
- 1990年 第42回京都府美術工芸展にて「截金風炉先屏風　煌煌し」が優秀賞を受賞 / 第6回伝統工芸第七部会展にて「截金彩色小筥　花ひらく」が朝日新聞社賞を受賞 / 明日への茶道美術公募展にて「香盒　五節」が鵬雲斎千宗室家元特別選賞及び淡交社奨励賞を受賞 / 文化庁主催「心と技」展で作品が欧州各国を巡回展示 / ドイツフランクフルトにて截金展
- 1991年 第38回日本伝統工芸展にて「截金彩色飾筥　花風有韻」が日本工芸会総裁賞を受賞
- 1992年 第8回日本伝統工芸第七部会展にて「截金彩色小筥　たまゆら」が日本工芸会賞を受賞 / 明日への茶道美術公募展にて「風炉先屏風　万象」が淡交社奨励賞を受賞
- 1993年 第22回日本工芸会近畿支部展にて「截金飾筥　游華」が日本経済新聞社賞を受賞 / 京都府あけぼの賞を受賞 / 第14回民族衣装文化功労者・伝統文化賞を受賞
- 1994年 淡交ビエンナーレ茶道美術公募展にて「風炉先屏風　円鏡」が特別奨励賞を受賞 / 正倉院宝物「漆彩絵花形皿」の模造制作に参加
- 1997年 第49回京都府美術工芸展にて「截金スクリーン　ファンタジア」が市長賞を受賞
- 2000年 京都美術文化賞を受賞
- 2001年 第48回日本伝統工芸展にて「截金飾筥　シルクロード幻想」が高松宮記念賞を受賞 / 京都宇治平等院の雲中供養菩薩（国宝）の復元製作に参加
- 2002年 重要無形文化財保持者に認定される / 第22回伝統文化ポーラ賞を受賞

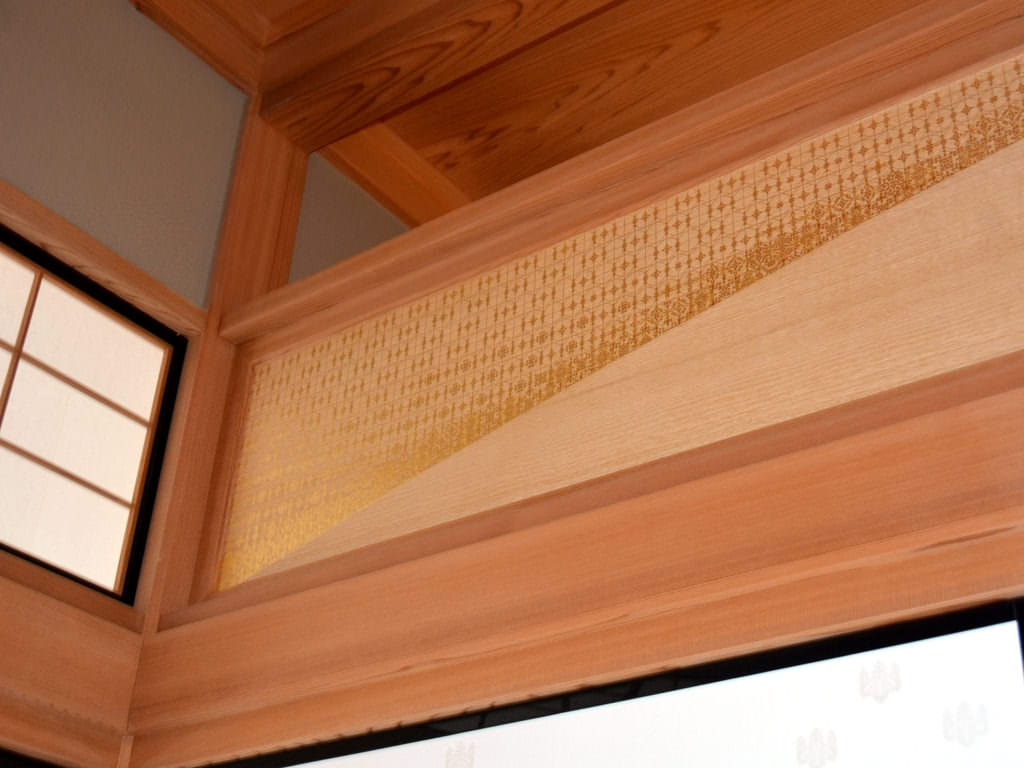
京都迎賓館　大広間「桐の間」　截金欄間「日月」

- 京都迎賓館　晩餐室「藤の間」　截金舞台扉「響流光韻」京都迎賓館　大広間「桐の間」　截金欄間「日月」2005年 「金箔のあやなす彩りとロマン-人間国宝　江里佐代子・截金の世界」展が全国5会場（佐野美術館・北九州市立小倉城庭園・富山市佐藤記念美術館・泉屋博古館分館・佐川美術館）を巡回 / 紫綬褒章を受章[2] / 京都迎賓館内部装飾に参加（晩餐室「藤の間」截金舞台扉「響流光韻」・大広間「桐の間」截金欄間「日月」・貴賓室「貴船の間」截金透塗飾り台など）
- 2006年 京都市文化功労者となる

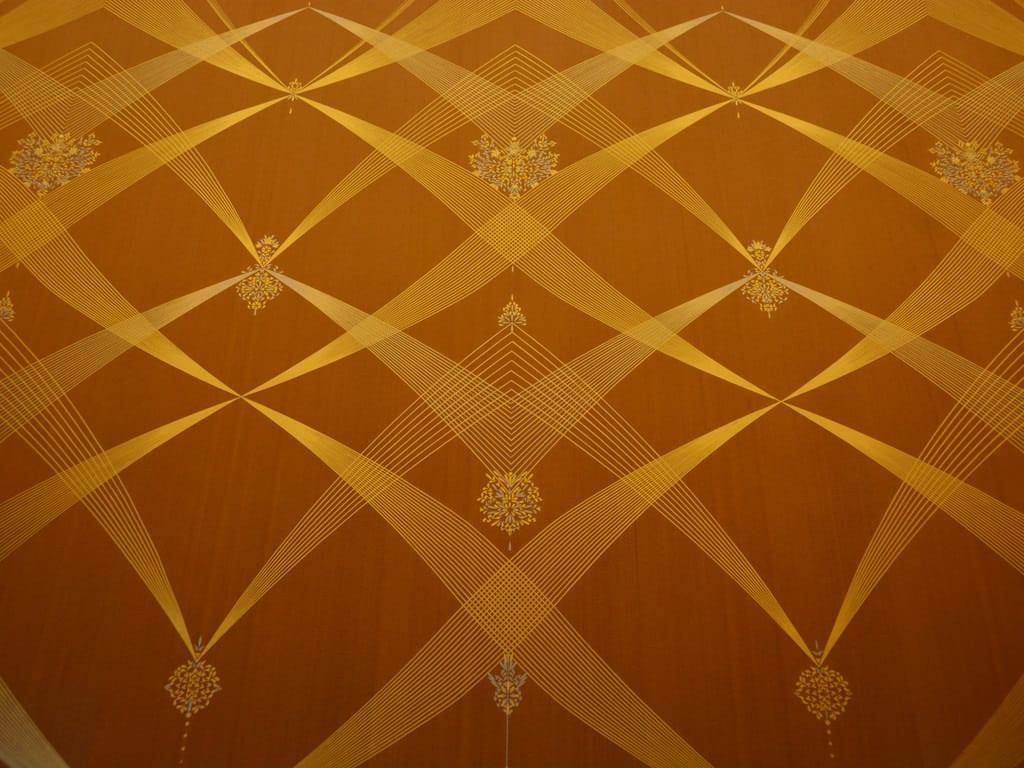
京都迎賓館　晩餐室「藤の間」　截金舞台扉「響流光韻」

- 2007年 第41回仏教伝道文化賞を江里康慧とともに受賞 / 10月3日死去（享年62） / 旭日小綬章を受章
- 2008年 パラミタミュージアムにて「人間国宝　江里佐代子展　- 華麗なる截金の世界 -」展を開催
- 2010年 正木美術館にて「天遊　国宝 平安三蹟　千利休　人間国宝 江里佐代子」展を開催
- 2011年 銀座和光にて「江里康慧・江里佐代子展　仏像と截金 　- 光　放たれるとき -」展を開催　/　中信美術館にて「人間国宝　江里佐代子の伝言　- 康慧とともに創った荘厳の世界 -」展を開催
- 2012年 香雪美術館にて「人間国宝・江里佐代子の截金 康慧とともに伝える荘厳の美」展を開催
- 2021年 京都駅美術館「えき」にて「江里佐代子 截金の世界」展を開催

## 作品の特徴
- 彩色

彩色された色紙箱や短冊箱の上から截金を施し相乗効果を利用して作品の統一感を高めている
- 工芸技法

屏風や衝立など筒の上に彩色を施してそれらを組み合わせ並べることでグラデーションを生み出し、截金を幾重にも巻きつけることで立体的な輝きを放つ作品を製作した
- 文様

幾何学文様の繰り返しに留まらず、江里自身の創造による文様に取り組んでいる
- 香盒

色鮮やかな彩色で球面を分割し、截金を施す作品が多く見られる
- 截金透塗（きりかねすかしぬり）

金箔の上に漆を塗る白檀塗りという技法を利用したもので、截金が直接手に触れることがないため堅牢性が高く実用的である
- その他

ガラスやステンレスの反射を利用した額装、結界を製作した